# Castillo de Benadalid
El castillo de Benadalid, conocido localmente como las Cuatro Torres, es una fortificación situada en el casco urbano de la localidad malagueña de Benadalid, España. Cuenta con la protección de la Declaración genérica del Decreto de 22 de abril de 1949, y la Ley 16/1985 sobre el Patrimonio Histórico Español.

## Descripción
Situada en un promontorio rocoso que termina bruscamente en un cortado, la fortaleza es de planta sensiblemente cuadrada, en forma trapezoidal, con el acceso principal en la base mayor orientado al noroeste. La fábrica de los muros es de mampostería trabada con mortero de cal. 
Conserva tres torres de planta circular en otras tantas esquinas, faltando la cuarta, correspondiente al ángulo sudeste. La puerta presenta escudos y una leyenda que se fecha en 1635, durante el reinado de Felipe IV. Adosada al lienzo donde se sitúa el acceso hay una torre más, de sección cuadrangular. A diferencia de las otras dos torres macizas, la torre sur ha tenido función habitacional. En el centro del recinto se sitúa un aljibe.
El interior alberga el cementerio de la localidad. En el espacio central se realizan los enterramientos en el suelo, y se adosan hileras de nichos y bóvedas trasdosadas a los paños de la muralla, que constituye el cerramiento del conjunto. En el centro del patio se sitúa una farola. Se accede por una explanada delantera, muy utilizada, como solana y mirador. En ella se sitúa un monumento conmemorativo de labra actual sobre sillares reaprovechados. Esta zona se ha pavimentado con cerámica, rasanteado y dotado de barandas y bancos, utilizando también el ladrillo visto. A ella abre una portada blasonada. No hay sepulturas sobresalientes entre un conjunto de bóvedas trasdosadas, en buena parte espontáneas, que ya acusan la incorporación de materiales contemporáneos. El cementerio se considera inmemorial.

## Historia
En el año 711, Benadalid fue conquistado por el jefe bereber Zayde ibn Kesadi. Se reforzó la fortaleza existente, afincándose una población con el nombre de Beni al-Jali, que, según Dozy, esta voz proviene de la tribu berberisca del mismo nombre. Por otra parte, el profesor Acién Almansa sostiene que el topónimo vendría de Bina al Dalid, el caserío de adalid. En el siglo VIII toma parte activa en las insurrecciones y revueltas de la serranía bereber, interviniendo en el advenimiento del emir Abderramán I. Formó parte de los reinos de Sevilla y Málaga, soportó el peso de los meriníes y pasó al reino de Granada por el tratado firmado en 1286. Durante los siglos XII al XV quedó vinculado a las alternancias de dominio andalusí y magrebí. 
En el último tercio del siglo XV fue conquistado por los Reyes Católicos. Según Sierra Cózar, por una Real Cédula dada el 3 de abril de 1494, se concedieron a Gómez Suárez de Figueroa, Conde de Feria, las villas de Benadalid y Benalauría, con capitalidad en Benadalid, en calidad de señorío. Esta concesión se complementa con otra cédula, de igual fecha, facultando al conde para "labrar e faser y hedificar una fortaleça". Como ya existía un castillo nazarí no necesitó grandes gastos. Después de diferentes avatares de la población de Benadalid, el ayuntamiento en 1821 tomó posesión del castillo para la construcción de un cementerio.